# James Livingston
 (mars 2015).
Pour les autres membres de cette famille, voir Famille Livingston et pour les homonymes, voir Livingston.

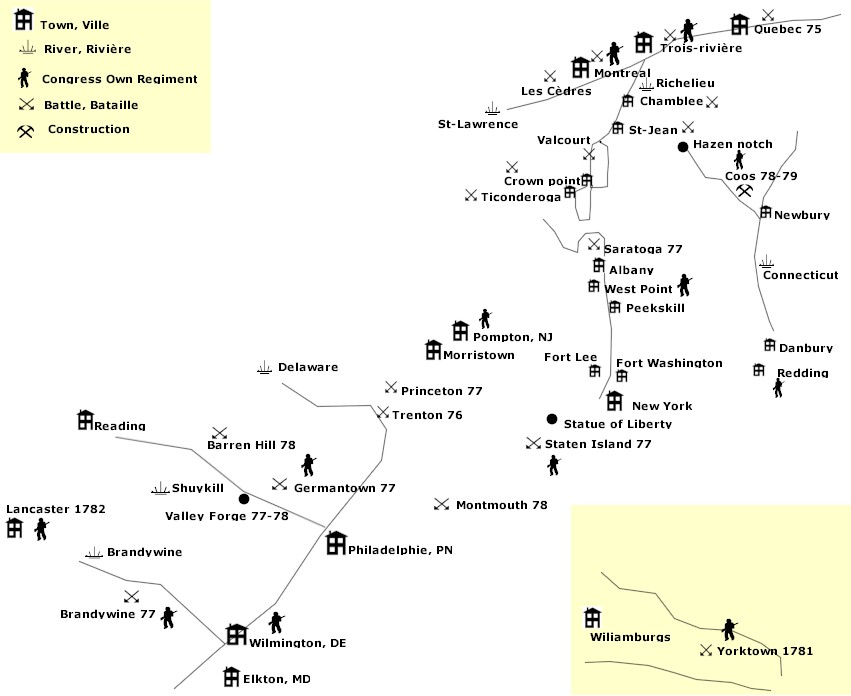
Déplacement du régiment de Richard Montgomery

James Livingston, né le 27 mars 1747 à Albany (États-Unis) et mort le 9 mars 1832 à Saratoga (États-Unis), est un colonel lors de la Révolution américaine qui commande le 1er Régiment canadien pour l'Armée continentale.

## Situation personnelle
James Livingston vivait au Québec où son père est commerçant. James Livingston est marié à Elizabeth Simpson, originaire de Montréal. Ils ont au moins trois enfants, Edward, Richard, nommé en l'honneur de Richard Montgomery avec qui il a un combat à Québec en 1775, et une fille nommée Catherine. Sa femme est la fille du Général Ten Broeck. Il est le fils de James Livingston (père) et de Margaretta Schuyler.

## Parcours militaire
James convainc Philippe Schuyler que les Canadiens l'aideraient, mais perd confiance en Moses Hazen qui de lui a affirmé le contraire. Finalement, c'est 300 canadiens qui se joignent à James Livingston à la pointe Olivier, de nos jours appelée Saint-Mathias.
Moses Hazen est emprisonné par les Britanniques, puis libéré par les Américains et lève ensuite lui aussi un régiment de Québécois, le 2e Régiment canadien, aussi connu sous le nom de Congress Own Regiment.
Le régiment est constitué de Canadiens français, d'anciens soldats français et d'américains vivant au Canada depuis au moins 15 ans. Il participe à la prise du fort Chambly, le 18 octobre 1775, puis à la bataille de Québec le 31 décembre 1775. Il prend part à la relève du siège du Fort Stanwix en août 1777 et aux deux batailles de Saratoga.

### Batailles de Saratoga
James Livingston reste sous les ordres du brigadier général Ebenezer Learned entre juillet 1777 et  octobre 1777. Son groupe de militaires du 1er régiment Canadien est incorporé avec le 4th New York regiment (en).
James Livingston est aux commandes de Verplanck's_Point (en) en septembre 1780 lorsqu' il tire au canon sur le navire le Vulture, qui doit transporter le major John André. Cela l'oblige à retourner à New York par la route où il est intercepté. La capture d'André permet de découvrir la trahison de Benedict Arnold.

## Référence
- The Saratoga National Historial Park web site
- James Livingston a forgotten hero
- James influence on Philip Shuyler
- James Livingston Biography
- James Livingston regiment at Verplanck's Point against the Vulture